# Колинс Салибоко
Колинс Салибоко (енгл. Collins Saliboko; Дар ес Салам, 9. април 2002) танзанијски је пливач чија специјалност су трке делфин стилом на 100 и 200 метара. 

## Спортска каријера
Салибоко је на међународној сцени дебитовао 2017. на Омладинским играма Комонвелта у бахамском Насауу, а нешто више од годину дана касније по први пут је наступио и на неком сениорском такмичењу под окриљем ФИНА — светском првенству у малим базенима у кинеском Хангџоуу. У Кини је Салибоко остварио солидне резултате заузевши 71. место у трци на 50 делфин у конкуренцији 100 пливача, те 61. место на 100 делфин у конкуренцији 78 такмичара. 
У јуну 2019. по први пут је наступио на светском првенству у великим базенима које је те године одржано у корејском Квангџуу. У трци на 100 делфин је заузео 68. место у конкуренцији 78 пливача, док је на дупло дужој деоници на 200 делфин дисквалификован. 
У августу 2019. Салибоко је добио једногодишњу стипендију МОК-а и ФИНА-е намењену перспективним спортистима из пливачки неразвијених земаља.